# Lanchester Motor Company

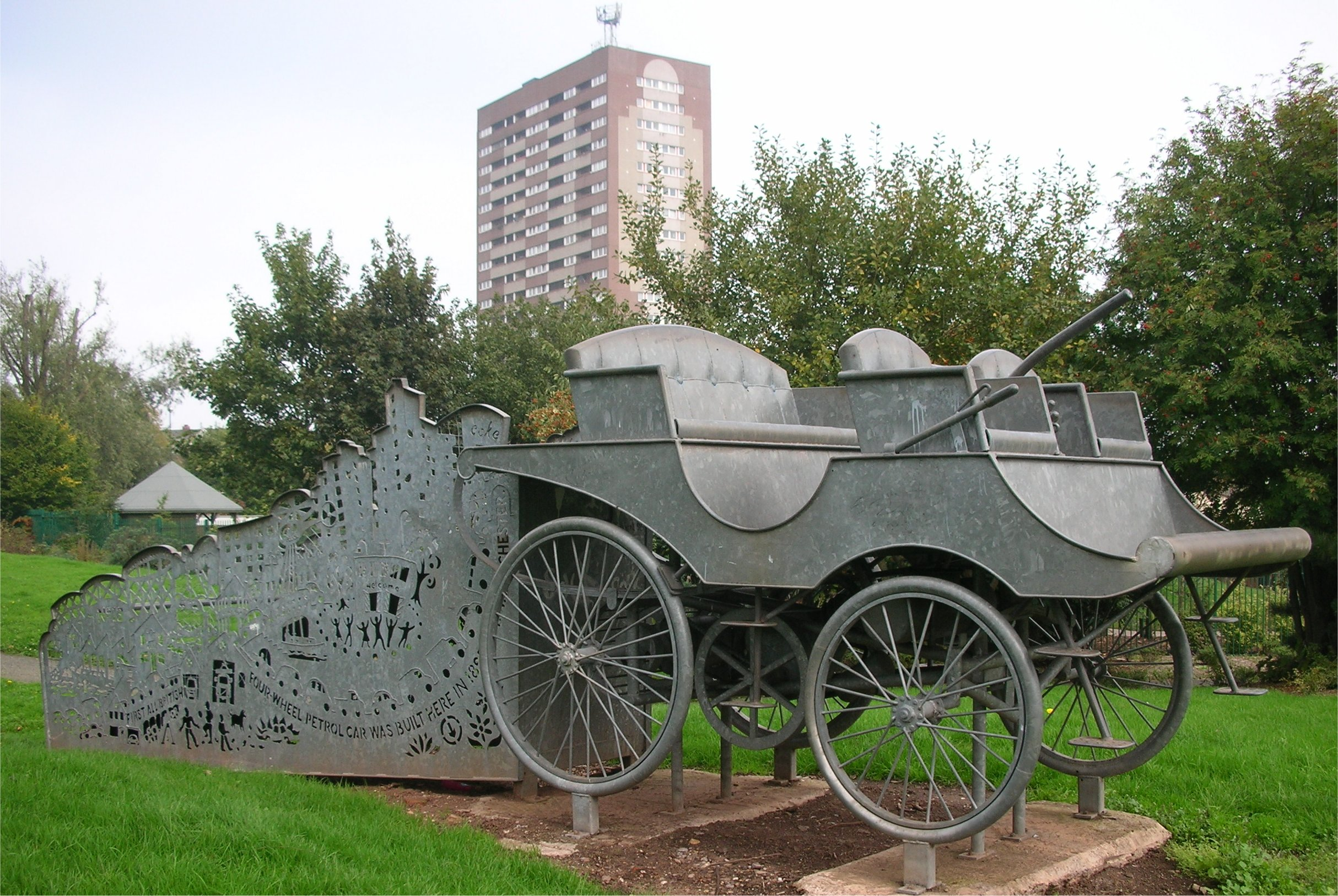
Monumento in ricordo della prima Lanchester situato a Birmingham

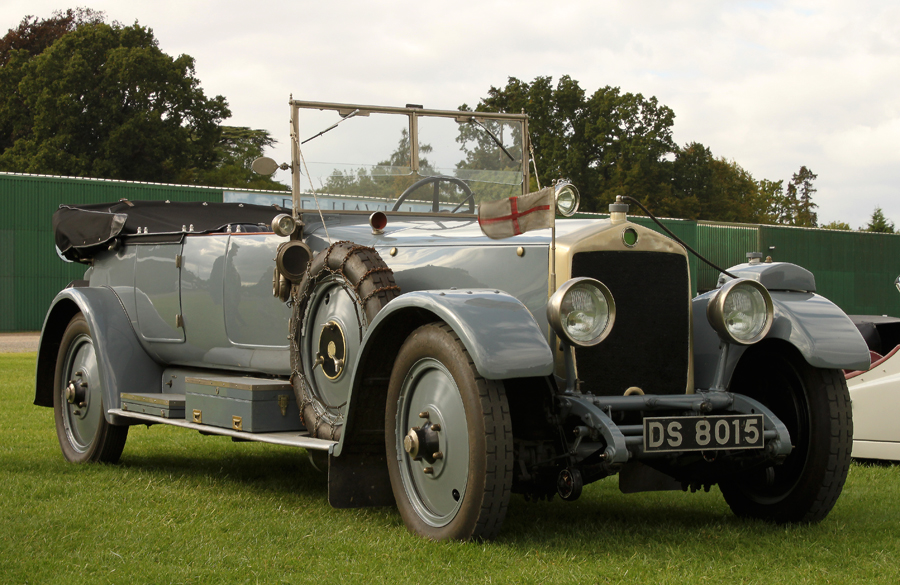
Lanchester Model 1914

La Lanchester Motor Company è stata un'azienda britannica con sede a Birmingham, produttrice di automobili fondata da Frederick Lanchester la cui attività è cominciata nel 1893, costruendo motori e dal 1896 costruendo le prime vetture.
È conosciuta anche per la produzione di veicoli militari come l'autoblindo Lanchester 6x4.
L'ultimo modello di auto con questo marchio è stato prodotto nel 1955
Dopo aver fatto parte del gruppo Jaguar, a sua volta posseduto da Ford, i diritti sul marchio sono stati acquisiti da Tata Group contemporaneamente all'acquisto di Jaguar stessa nel 2008, in particolare sono posseduti dalla filiale Jaguar Land Rover.

## Modelli di autovettura
- 10 HP
- 12 HP
- 20 HP
- 25 HP
- 38 HP
- Sporting Forty
- 21 HP
- LJ 200